# Medalha Jessie Stevenson Kovalenko
A Medalha Jessie Stevenson Kovalenko (em inglês:  Jessie Stevenson Kovalenko Medal), é um prémio criado em 1949, concedido pela National Academy of Sciences.
É um galardão financiado pelo Fundo Kovalenko criado por Michael S. Kovalenko em memória de sua esposa Jessie Stevenson Kovalenko. O prémio destina-se a premiar as contribuições significativas no campo das Ciências médicas.

## Laureados[1]
- 1952 - Alfred N. Richards
- 1955 - Peyton Rous
- 1958 - Ernest W. Goodpasture
- 1959 - Eugene L. Opie
- 1961 - Karl F. Meyer
- 1962 - George H. Whipple
- 1966 - Rufus Cole
- 1967 - Karl P. Link
- 1970 - Thomas Francis, Jr.
- 1973 - Seymour S. Kety
- 1976 - Julius H. Comroe, Jr.
- 1979 - Henry G. Kunkel
- 1985 - Oscar D. Ratnoff
- 1988 - Maclyn McCarty
- 1991 - Roscoe Brady
- 1994 - Donald Metcalf
- 1998 - Hugh McDevitt
- 2001 - Robert J. Lefkowitz
- 2004 - Irving L. Weissman
- 2007 - Jeffrey M. Friedman
- 2010 - Janet D. Rowley
- 2013 - Stuart H. Orkin
- 2016 - Huda Y. Zoghbi